# Melis Gürkaynak
Melis Gürkaynak est une joueuse turque de volley-ball née le 20 avril 1990 à Ankara. Elle mesure 1,84 m et joue au poste de centrale. Elle totalise 42 sélections en équipe de Turquie.

## Clubs
| Club                 | De        | À         |
| -------------------- | --------- | --------- |
| VB Günes Sigorta     | 1999-2000 | 2007-2008 |
| Galatasaray Istanbul | 2008-2009 | 2008-2009 |
| Beşiktaş Istanbul    | 2009-2010 | 2009-2010 |
| VB Günes Sigorta     | 2010-2011 | 2013-2014 |
| Galatasaray Istanbul | 2014-2015 | 2014-2015 |
| Vakıfbank İstanbul   | 2015-2016 | …         |

## Palmarès

### Équipe nationale
- Championnat du monde des moins de 18 ans
  - Finaliste : 2007.
- Ligue européenne
  - Finaliste : 2015.

### Clubs
- Ligue des champions
  - Vainqueur : 2011, 2013, 2017, 2018.
  - Finaliste : 2014, 2016.
- Championnat du monde des clubs
  - Vainqueur : 2013, 2017, 2018.
  - Finaliste : 2011.
- Coupe de Turquie
  - Vainqueur : 2013, 2014, 2018.
  - Finaliste : 2017.
- Championnat de Turquie
  - Vainqueur : 2013, 2014, 2016, 2018, 2019.
- Supercoupe de Turquie
  - Vainqueur: 2013, 2017.
  - Finaliste : 2015, 2018, 2019, 2020.